# Project HOPE
Project HOPE (Health Opportunities for People Everywhere, абревіатура укр. "Доступ до охорони здоров'я для людей в усьому світі") — це міжнародна глобальна неурядова організація з питань охорони здоров’я та гуманітарної допомоги, заснована в Сполучених Штатах у 1958 році. Project HOPE працює в п’яти основних сферах: катастрофи та кризи в галузі охорони здоров’я; інфекційні захворювання; неінфекційні хвороби; здоров'я матері, новонародженого та дитини; і політика охорони здоров'я. Організація працює у більш ніж 30 країнах світу вже понад 65 років. З 2019 року організацію очолює президент і генеральний директор Рабі Торбей.
Project HOPE (Проджект ХОУП) допомагає різним країнам, що розвиваються, у боротьбі з інфекційними захворюваннями, такими як ВІЛ/СНІД і туберкульоз. Вони також допомагають навчати батьків, як запобігти й лікувати хвороби своїх дітей і самих себе, а також навчають медичних працівників. Project HOPE також створює сільські банки здоров’я, які надають невеликі кредити жінкам, щоб вони могли покращити своє здоров’я та здоров’я сім’ї.
Штаб-квартира Project HOPE знаходиться у Вашингтоні, округ Колумбія.

## Допомога Україні
Project HOPE розпочав роботу в Україні у 2002 році з програми розвитку життєвих навичок, спрямованої на запобігання вживанню наркотиків, профілактику ВІЛ та навчання дітей у початкових школах. У 2007-2012 роках Project HOPE реалізував п’ятирічний проєкт «Спроможність надання послуг у сфері ВІЛ/СНІДу» в Україні, який фінансувався USAID і спрямований на допомогу тим, які перебувають у групі ризику. У 2012-2017 роках Project HOPE допоміг покращити здоров'я українців, надавши можливість Уряду України зменшити тягар туберкульозу та знизити захворюваність і смертність від туберкульозу.
Після вторгнення Росії в Україну в лютому 2022 року Project HOPE розпочав реагування в Україні та в сусідніх країнах: Молдові, Румунії та Польщі, щоб надати медичну та гуманітарну допомогу лікарням та українцям, зокрема внутрішньо-переміщеним особам (ВПО) біженцям, які тікали від вторгнення.
В Україні команда Проджект ХОУП працює в наступних напрямках:
- Проджект ХОУП доставив життєво необхідні ліки, медичні та хірургічні витратні матеріали та обладнання до закладів охорони здоров'я у 23 регіонах України.
- Команда створила понад 30 мобільних медичних бригад (ММБ) для надання необхідної медичної допомоги у віддалених районах поблизу лінії фронту та на деокупованих територіях, де громади не мають постійного доступу до базової медичної допомоги та медикаментів.
- Проджект ХОУП надає додаткову підтримку закладам охорони здоров'я України, підсилюючи наявний медичний персонал та надаючи змогу наймати нових фахівців для посилення спроможності та стійкості системи охорони здоров'я.
- Організація навчає медичних працівників, щоб розширити їхні можливості та підвищити якість медичних послуг для громад, які вони обслуговують. Понад 5,900 медичних працівників пройшли тренінги за наступними темами: Базова підтримка життя, Педіатрична розширена підтримка життя, Надання допомоги у разі травматичних пошкоджень у дорослих та дітей, Сексуальне та гендерне насильство, Перша психологічна допомога, Програма дій із подолання прогалин у сфері психічного здоров'я ВООЗ та інші
- Проджект ХОУП підтримує реконструкцію та відновлення 12 пошкоджених і зруйнованих критично важливих об'єктів охорони здоров'я та соціальних послуг у трьох регіонах (Київська, Харківська та Херсонська області)
- Проджект ХОУП оснастив три регіональні центри екстреної медичної допомоги та медицини катастроф у Херсонській, Дніпропетровській та Харківській областях дев'ятьма автомобілями швидкої допомоги.
- Усвідомлюючи нагальну потребу в підтримці психічного здоров'я, організація створила дев'ять центрів психосоціальної підтримки в Києві, Одесі, Миколаєві, Дніпрі, Запоріжжі, та Харкові, які зараз надають консультації, проводять групові заняття, арттерапію, йогу та інші заходи підтримки для дорослих і дітей, які пережили негативні наслідки війни.
- Команда доставляє непродовольчі товари першої необхідності, таких як ковдри, постільна білизна, матраци, спідня білизна та електроприлади, а також генератори центрам з переселенцями та лікарням.
- Проджект ХОУП забезпечує українців чистою питною водою та життєво необхідними засобами гігієни та санітарії.